# Zander Säfverstam

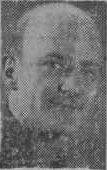
Zander Säfverstam

Lars Zander Säfverstam, född 2 februari 1910 i Bollnäs, död 16 september 1976 i Hudiksvall, var en svensk arkitekt. 
Säfverstam utexaminerades från Kungliga Tekniska högskolan 1936 och från Konstakademien 1942. Han anställdes vid Paul Hedqvists arkitektkontor 1936, vid Byggnadsstyrelsen 1945, blev stadsarkitekt i Falköping och Ulricehamn 1946 och i Hudiksvall 1947. Han bedrev egen arkitektverksamhet från 1946-1947. Han medverkade i Hudiksvall östra expansion efter krigsslutet och ritade skolbyggnader samt biografen i Domuskvarteret. 